# Ceratognathus penai
Ceratognathus penai es una especie de coleóptero de la familia Lucanidae.

## Distribución geográfica
Habita en Chile.